# Sauro Ciantini
Sauro Ciantini (Figline Valdarno, 1957) è un fumettista e illustratore italiano, noto in particolare per la serie Palmiro, pubblicata sul periodico Comix.

## Biografia
Sauro Ciantini ha esordito contemporaneamente sia nel fumetto tradizionale su riviste come Tratto Crack, che su riviste di target giovanile come Tutti frutti. Negli anni ottanta ha partecipato alla creazione di Harno (poi trasformato in Harno-zone), la fanzine distribuita nelle notti fiorentine (Tenax, Manila in the Jungle, Queen, e Backdoors) durante le serate dell'O.N.U. - One National Underground - e a tema, come quelle sovietiche al suono dei nascenti CCCP.
Nel 1993 ha pubblicato Kids! Generation X, nel n.1 di Schizzo Posse, e poi su Futuro Zero. Inizia quell'anno anche la sua collaborazione con il settimanale Comix dove crea il personaggio di Palmiro, la striscia umoristica interpretata dall'anatroccolo piccolo brutto e nero, diventato subito l'Idolo delle Fidanzate Lontane.
Alcuni di questi primi materiali sono raccolti nel libro Palmiro, storie di Fidanzate Lontane (ed altre storie), edizioni Comix.
Sempre per le edizioni Comix ha illustrato libri di Riccardo Cassini, Maurizio Garruti, Fabio Fazio, Francesco Freyre, Enzo Iacchetti, Daniele Sala, Daniele Luttazzi, Alessandra Coen, oltre a quelli di Paola Rando: “Come restare zitella” e poi “Le profezie di una zitella”.
Lavora in pubblicità, per carta stampata e spot animati (Cocacola, Omnitel, Agenda Comix / Cornetto Algida), e partecipa come vignettista “live” al ciclo di trasmissioni Parlato Semplice di Raitre, condotte da Gabriele La Porta.
Nel 1994 vince la Targa Comix come nuovo autore al Premio della Satira di Forte dei Marmi. Nel 1995 collabora al progetto di Raiuno La leggenda di Mister Volare, un programma di Giancarlo Governi dedicato alla vita ed alle canzoni di Domenico Modugno, realizzando l'animazione Lu minaturi per la regia di Guido De Maria (padre di Supergulp!).
Nel 1996 partecipa al mensile satirico Tele Zapata.
Nel 1997 pubblica per le Edizioni Comix, insieme ad Enrico Brizzi, il romanzo illustrato Lennon Guevara Bugatti, ripubblicato nel 2005 negli Oscar Mondadori, e nel 1998 M'ama non m'ama, - guida al petting per fidanzati, scritto insieme a Massimo Cavezzali.
Nel 1998 per la Panini Ragazzi illustra Pirati su Internet, di Pederson & Gilden, con il quale arriva in finale al Premio Bancarellina di Pontremoli (1999), e Il cubo incantato, di Enzo Fileno Carabba (illustrazioni realizzate insieme ad Andrea Camerini).
Dal 1997 cura il merchandising del personaggio di Palmiro per linee scolastiche (diario, agenda, quaderni, zaini) e regalo (Carta, gadgets, biglietti d'auguri). Sempre nel 1997, con un'autoproduzione intitolata Senza peli sulla lingua, contro l'uso e la fabbricazione delle mine antiuomo, vince “Videominuto Pop Tv”, la rassegna organizzata da Controradio Firenze, presso il Museo d'Arte Moderna di Prato. Anche negli anni successivi parteciperà con brevi animazioni e video.
Nel 1998 realizza le illustrazioni per Era una notte buia e tempestosa, libro tratto dalla trasmissione di Linus e Daria Bignardi, con i racconti scritti ed inviati dagli ascoltatori di Radio DeeJay.
Nel febbraio 1999 inizia la collaborazione con il quindicinale satirico Cuore.
Collabora regolarmente al calendario annuale della L.A.V. e dal 2000 all'agenda di Comportamenti di pace. Nel 2002 realizza una serie di web cartoon per il portale Jumpy, e strisce animate per lo speciale San Valentino 2002 e 2003 organizzato da MTV Italia. Collabora regolarmente al sito web di questa rete televisiva con cartoline, desktop e salvaschermo, e animando buffe poesie demenziali scritte dai lettori.
Dopo un anno sabbatico riprende la sua attività di illustratore per alcune agenzie editoriali e per case editrici come De Agostini, Petrini Editore, Hoepli, Giunti Gruppo Editoriale, Le Monnier, Education Mondadori, ed altre.
Nel maggio 2005 pubblica insieme a Massimo Cavezzali il libro Giotto bambino per Polistampa - Firenze, primo volume della collana “Classici dell'Arte per bambini”. Nel novembre 2005 la Mondadori ripubblica nei suoi Oscar il romanzo illustrato Lennon Guevara Bugatti, realizzato insieme ad Enrico Brizzi.
Inizia anche la sua collaborazione con il marchio Nannini disegnando tessuti e creando l'House paper Nannini per la collezione di borse Wind Kubra. Nel 2007 pubblica sempre con Massimo Cavezzali il giallo “Una busta per Grace”, primo volume della serie: i casi di Davide Tatorino. Sempre nel 2007 pubblica, insieme ad altri autori italiani, il volume “stRRRippit!” edito da gRRRžetic editrice, che raccoglie i migliori autori di strisce umoristiche italiane.
Nel 2008 pubblica un secondo libro giallo intitolato La collana di pulcini d'oro, scritto ancora con Massimo Cavezzali, edito da Neftasia editore, e nel settembre 2008 e 2009 il suo personaggio Palmiro diventa testimonial nello spot animato della “Giornata Mondiale per la prevenzione del suicidio (giovanile)” promossa dalla Iasp, International Association for Suicide Prevention, in collaborazione con l'Oms.
Nell'ottobre 2009, edito dalla Double Shot, esce in occasione di Lucca comics & games, il volume “My name is Palmiro”, primo di una serie di 9 volumi, À la recherche du temps perdu, che raccoglieranno tutte le strisce e i materiali dell'anatroccolo piccolo brutto e nero.
Nel febbraio 2010 sarà presentata una linea di borsa e accessori, prodotta dal marchio Nannini, dedicata al personaggio di Palmiro.
Nel novembre 2010 esce il secondo volume della serie "My name is Palmiro", sempre edito da Double Shot" finalista al Premio Attilio Micheluzzi, al Comicon di Napoli.
Recentemente ha fatto esperienza come docente alla Scuola Internazionale di Comics a Firenze, con una serie di lezioni sul fumetto umoristico.
Nel novembre 2012 esce il terzo ed ultimo, per adesso libro riguardante Palmiro, dal titolo "Palmiro and friends", riguardante tutte le strisce e tutti i personaggi che sono stati creati prima o in contemporanea del papero Palmiro, come ad esempio il celebre leprotto piccolo, tenero e fiordilatte. Il libro ha ricevuto una calorosa accoglienza, ed è il primo stampato in proprio da Ciantini, sotto l'etichetta di Sauro Ciantini editeur.
È attivo un blog "personale" di Palmiro (), dove si parla di fumetto, di amore e molto altro, ed un sito ufficiale (www.palmiro.it).
Nel 2013 Sauro Ciantini fonda assieme a Elena Massai il laboratorio MskLab per l'ideazione e la realizzazione di borse e accessori partendo da tute da motociclista usate, ottenendo pezzi unici attraverso l'impiego di artigiani locali specializzati nel settore pelletteria.
Nel 2014, sempre con Msklab, introduce un nuovo settore di hand painting, realizzando sempre borse e accessori, ancora in pezzi unici, ma con tessuti interamente dipinti a mano.
È nell'ottobre 2015, che con la serie "Telai", otto quadri realizzati in legno, cordami in juta e canapa, dopo un cammino di ricerca, Ciantini si riaffaccia sul mondo dell'Arte.